# Alex Muyl
Alex Muyl (New York, 1995. szeptember 30. –) amerikai labdarúgó, a Nashville középpályása.

## Pályafutása
Muyl az amerikai New York városában született. Az ifjúsági pályafutását a helyi Manhattan Kickers, BW Gottschee és New York Cosmos csapatában kezdte, majd a New York Red Bulls akadémiájánál folytatta.
2015-ben mutatkozott be a New York Red Bulls első osztályban szereplő felnőtt keretében. 2020. augusztus 9-én hároméves szerződést kötött a Nashville együttesével. Először a 2020. augusztus 27-ei, Orlando City ellen 3–1-re elvesztett mérkőzés 65. percében, Daniel Armando Ríos cseréjeként lépett pályára. Első gólját 2021. május 8-án, a New England Revolution ellen hazai pályán 2–0-ra megnyert találkozón szerezte meg.

## Statisztikák
2023. június 25. szerint
| Klub               | Szezon   | Osztály  | Bajnokság | Bajnokság | Kupa  | Kupa | Nemzetközi | Nemzetközi | Összesen | Összesen |
| Klub               | Szezon   | Osztály  | Meccs     | Gól       | Meccs | Gól  | Meccs      | Gól        | Meccs    | Gól      |
| ------------------ | -------- | -------- | --------- | --------- | ----- | ---- | ---------- | ---------- | -------- | -------- |
| New York Red Bulls | 2016     | MLS      | 29        | 2         | 1     | 0    | 4          | 1          | 34       | 3        |
| New York Red Bulls | 2017     | MLS      | 31        | 3         | 4     | 0    | —          | —          | 35       | 3        |
| New York Red Bulls | 2018     | MLS      | 34        | 4         | 1     | 0    | 5          | 0          | 40       | 4        |
| New York Red Bulls | 2019     | MLS      | 25        | 3         | 1     | 0    | 3          | 0          | 29       | 3        |
| New York Red Bulls | 2020     | MLS      | 2         | 0         | 0     | 0    | —          | —          | 2        | 0        |
| New York Red Bulls | Összesen | Összesen | 121       | 12        | 7     | 0    | 12         | 1          | 140      | 13       |
| Nashville          | 2020     | MLS      | 21        | 0         | 0     | 0    | —          | —          | 21       | 0        |
| Nashville          | 2021     | MLS      | 34        | 3         | 0     | 0    | —          | —          | 34       | 3        |
| Nashville          | 2022     | MLS      | 29        | 2         | 3     | 0    | —          | —          | 32       | 2        |
| Nashville          | 2023     | MLS      | 18        | 1         | 3     | 2    | —          | —          | 21       | 3        |
| Nashville          | Összesen | Összesen | 102       | 6         | 6     | 2    | 0          | 0          | 108      | 8        |
| Összesen           | Összesen | Összesen | 223       | 18        | 13    | 2    | 12         | 1          | 248      | 21       |

## Sikerei, díjai
New York Red Bulls
- US Open Cup
  - Döntős (1): 2017

Nashville
- Leagues Cup
  - Ezüstérmes (1): 2023